# حسن أباد (زرين أردكان)
حسن أباد (بالفارسية: حسن‌آباد) هي قرية تقع في إيران في Zarrin Rural District. يقدر عدد سكانها بـ 19 نسمة .